# Luke Treadaway
Luke Antony Newman Treadaway, né le 10 septembre 1984 à Exeter, en Angleterre, est un acteur britannique.

## Biographie
Luke Treadaway est né le 10 septembre 1984 à Exeter, Angletterre. Son père est architecte et sa mère institutrice. Il a un frère jumeau, Harry Treadaway, qui est lui aussi acteur et un autre frère, Sam Treadaway.
Il a étudié à la London Academy of Music and Dramatic Art et au National Youth Theatre.

### Vie privée
Il est en couple depuis 2011 avec l'actrice Ruta Gedmintas. Ils accueillent leur premier enfant en 2021.

### Carrière
Il débute au cinéma en 2005 avec son frère, Harry dans Brothers of the Head. L'année suivante, il fait ses premiers pas à la télévision dans The Innocence Project, jusqu'en 2007.
En 2009 dans le film de Philip Ridley Heartless aux côtés de Jim Sturgess et Clémence Poésy et Dogging : A Love Story.
L'année suivante, on le retrouve au casting du péplum Le Choc des Titans réalisé par Louis Leterrier (avec Sam Worthington, Liam Neeson, Ralph Fiennes, Gemma Arterton, Mads Mikkelsen, Jason Flemyng, Danny Huston, Luke Evans, Kaya Scodelario, Pete Postlethwaite, ou encore Nicholas Hoult) et Seule contre tous avec Rachel Weisz, Vanessa Redgrave, Benedict Cumberbatch et Liam Cunningham qu'il retrouve après Le Choc des Titans. Il rejoue avec son frère Harry dans Over There de Mark Ravenhill.
En 2011, il est présent dans plusieurs films : Attack the Block aux côtés de Jodie Whittaker et Nick Frost, Trois fois 20 ans de la française Julie Gavras, Rock'n'Love de David Mackenzie et Killing Bono de Nick Hamm.
L'année d'après, on le retrouve au cinéma dans St George's Day, Wasteland (avec Vanessa Kirby et Iwan Rheon) et Cheerful Weather for the Wedding (avec Felicity Jones) et la série 13 Steps Down.
En 2014, il tourne sous la direction d'Angelina Jolie dans Invincible avec Jack O'Connell. L'année suivante, il tourne dans un épisode de Vicious, puis il obtient un rôle dans la série Fortitude, dont la saison finale est diffusée en 2018.
En 2016, il tient le premier rôle du film Un chat pour la vie de Roger Spottiswoode, il prête sa voix au film d'animation Ethel et Ernest de Roger Mainwood et joue dans The Rack Pack.
En 2018, il est présent dans la mini-série Témoin indésirable et Urban Myths. L'année d'après, on le retrouve de nouveau à la télévision dans Traitors aux côtés de Michael Stuhlbarg, Keeley Hawes, Stephen Campbell Moore et Benjamin Walker.
En 2020, il tourne dans A Christmas Gift from Bob de Charles Martin Smith, où il reprend son rôle qu'il tenait dans Un chat pour la vie et sur le petit écran dans The Singapore Grip.

## Filmographie

### Cinéma

#### Longs métrages
- 2005 : Brothers of the Head de Keith Fulton et Louis Pepe : Barry Howe
- 2009 : Heartless de Philip Ridley : Lee Morgan
- 2009 : Dogging: A Love Story de Simon Ellis : Dan
- 2010 : Le Choc des Titans (Clash of the Titans) de Louis Leterrier : Prokopion
- 2010 : Seule contre tous (The Whistleblower) de Larysa Kondracki : Jim Higgins
- 2010 : Over There de Mark Ravenhill : Karl
- 2011 : Attack the Block de Joe Cornish : Brewis
- 2011 : Trois fois 20 ans (Late Bloomers) de Julie Gavras : Benjamin
- 2011 : Rock'n'Love (You Instead) de David Mackenzie : Adam
- 2011 : Killing Bono de Nick Hamm : Rick
- 2012 : St George's Day de Frank Harper : William Bishop
- 2012 : Wasteland (The Rise) de Rowan Athale : Harvey
- 2012 : Cheerful Weather for the Wedding de Donald Rice : Joseph
- 2013 : Get Lucky de Sacha Bennet : Lucky
- 2014 : Invincible (Unbroken) d'Angelina Jolie : Miller
- 2016 : Un chat pour la vie (A Street Cat Named Bob) de Roger Spottiswoode : James Bowen
- 2016 : Ethel et Ernest de Roger Mainwood : Raymond Briggs (voix)
- 2016 : The Rack Pack de Brian Welsh : Alex Higgins
- 2020 : Joyeux Noël Bob (A Gift from Bob) de Charles Martin Smith : James Bowen

#### Courts métrages
- 2007 : God's Wounds de Wayne Holloway : Mark
- 2008 : Scratch de Jakob Rørvik : Sol
- 2010 : Alice de Marianne Elliott : White Rabbit
- 2012 : Man in Fear de Will Jewell : Anthony Fox
- 2015 : The Magi de Charles Mehling
- 2017 : The Dying Hours d'Alex Warren : Jack

### Télévision

#### Séries télévisées
- 2006 - 2007 : The Innocence Project : Adam Solomons
- 2008 - 2009 : Mist : Sheepdog Tales : Piggy Patrick / Eddie (voix)
- 2012 : 13 Steps Down : Mix Cellini
- 2015 : Vicious : Freddie jeune
- 2015 - 2018 : Fortitude : Vincent Rattrey
- 2016 : The Hollow Crown : Richmond
- 2016 : The Nightmare Worlds of H.G. Wells : Edward Eden
- 2018 : Témoin indésirable (Ordeal by innocence) : Dr Arthur Calgary
- 2018 : Urban Myths : David Jones
- 2019 : Traitors : Hugh Fenton
- 2020 : The Singapore Grip : Matthew Webb
- 2023 : Lockwood and Co. : La Lame Dorée

#### Téléfilm
- 2007 : Clapham Junction d'Adrian Shergold : Theo

### Clip
- 2011 : The Script - For the First Time : James

## Théâtre
- 2007 : Saint Joan (Royal National Theatre)
- 2007 : War Horse (Royal National Theatre)
- 2008 : Piranha Heights de Philip Ridley (Soho Theatre)
- 2008 : Cradle Me de Simon Vinnicombe (Finborough Theatre)
- 2008 : War Horse de John Tams (BBC Radio 2)
- 2009 : Over There (Royal Court Theatre)
- 2011 : The History of Titus Groan (Radio 4 Drama)
- 2013 : Le Bizarre Incident du chien pendant la nuit d'après Mark Haddon, mis en scène de Marianne Elliott

## Récompense
- 2013 : Laurence Olivier Awards du meilleur acteur pour Le Bizarre Incident du chien pendant la nuit